# Департамент інформації та комунікацій з громадськістю Секретаріату КМУ
Департамент інформації та комунікацій з громадськістю Секретаріату Кабінету Міністрів України — структурний підрозділ Секретаріату Кабінету Міністрів України.

## Історія

### Головне управління інформації та зв'язків з пресою і громадськістю (березень—вересень 1993)
Першою спробою створити підрозділ, який би забезпечував взаємодію між Кабінетом Міністрів України і громадськими організаціями, політичними партіями та ЗМІ, стало утворення в 1993 на базі пресслужби Уряду Головного управління інформації та зв'язків з пресою і громадськістю Кабінету Міністрів України на чолі з прессекретарем Кабінету Міністрів України Дмитром Табачником.
Перед підрозділом, до складу якого входили пресслужба, інформаційно-аналітичний відділ, відділ вивчення громадської думки, а також регіональні та обласні бюро, ставилися такі завдання:
- забезпечення інформування населення про поточну діяльність Уряду і рішення, що ним приймаються,
- сприяння засобам масової інформації у висвітленні соціально-економічних питань,
- аналіз, узагальнення та подання керівництву Кабінету Міністрів України інформації про хід виконання урядових рішень,
- підготовка матеріалів для зарубіжних інформаційних агентств, телерадіокомпаній.

При виконанні покладених на нього завдань цей підрозділ підпорядковувався безпосередньо Прем'єр-міністру України.
Очолював підрозділ прессекретар Кабінету Міністрів України Табачник Дмитро Володимирович. У вересні 1993 Указом Глави держави «Про інформаційні служби Президента України та Кабінету Міністрів України» від 28.09.1993 р. № 395/93 підрозділ було ліквідовано.
У вересні 1993 р. Указом Глави держави «Про інформаційні служби Президента України та Кабінету Міністрів України» від 28.09.1993 р. № 395/93 підрозділ було ліквідовано.

### Управління зв'язків з громадськістю (червень 2001— липень 2005)
Наступна спроба утворити у структурі Секретаріату Кабінету Міністрів підрозділ для забезпечення зворотного зв'язку у відносинах Уряду з громадськістю мала місце у червні 2001 р., коли було утворено Управління зв'язків з громадськістю департаменту внутрішньої політики Секретаріату Кабінету Міністрів України.
До того часу жоден орган державної влади подібного підрозділу не мав. Управління відповідно до напрямків роботи складалося з сектору розвитку ЗМІ, інформаційної та мовної політики, сектору моніторингу та підготовки матеріалів для ЗМІ, сектору листів та консультацій з громадськістю, сектору прийому та звернень громадян.
Начальником підрозділу був призначений Мураховський Анатолій Леонідович. На цій посаді він працював до березня 2002 р., після нього управління очолила Качуріна Алла Володимирівна, яку невдовзі змінив Ткач Володимир Дмитрович. Він очолював підрозділ до червня 2004 р.
У 2002 р. департамент внутрішньої політики ліквідовано, а управління увійшло до складу новоутвореного департаменту зв'язків з Верховною Радою України та моніторингу інформації. Були визначені такі завдання управління:
- забезпечення комплексу заходів щодо інформаційного супроводження діяльності Кабінету Міністрів України,
- аналіз суспільного сприйняття урядових рішень,
- експертиза та аналіз розвитку інформаційної сфери.

Функції управління щодо розгляду звернень громадян та організації їх прийому були передані іншому структурному підрозділу.
У 2002 р. управління забезпечувало координацію роботи щодо утворення у складі апаратів центральних і місцевих органів виконавчої влади управлінь (відділів) з питань взаємодії із засобами масової інформації та зв'язків з громадськістю, що стало важливим кроком на шляху створення дієвого механізму забезпечення відкритості та прозорості виконавчої влади.
У 2003 р. колективом підрозділу вперше було започатковано проведення публічних обговорень діяльності Кабінету Міністрів України (протягом 2003 — 2004 років було організовано 17 таких обговорень) та соціологічних і експертних досліджень щодо оцінки громадськістю діяльності Уряду (протягом того ж періоду було організовано 11 відповідних досліджень). Крім того, за сприяння працівників управління на телебаченні, радіо та у друкованих засобах масової інформації започатковано низку передач: циклову передачу «Запитайте міністра» (УТ-1), медіа-соціологічний проект «Влада слова»(УР-1), рубрики «Уряд і громадськість» в газеті «Урядовий кур'єр» та «Урядовий вісник» в «Робітничій газеті». У 2003 р. підрозділ також почав здійснювати наповнення на єдиному вебпорталі органів виконавчої влади рубрики «Уряд і громадськість», в якій розміщувалася інформація щодо проведених Кабінетом Міністрів консультацій з громадськістю, анонси теле- та радіопередач за участю керівників органів виконавчої влади, відповіді фахівців на актуальні запитання громадян.
У липні 2004 р. начальником управління був затверджений Шайгородський Юрій Жанович.
Управління ініціювало розробку за участю представників громадськості проекту Указу Президента України «Про забезпечення умов для більш широкої участі громадськості у процесі формування та реалізації державної політики» (ухвалений 31.07. 2004 р. за № 854).
Колектив підрозділу доклав зусиль для заснування нової рубрики «Влада очима історії», презентація якої відбулась 22 червня 2004 р. в Будинку Уряду. Вона була започаткована на Першому каналі Українського радіо, на сторінках газети «Урядовий кур'єр», «Робітничої газети», на урядовому порталі та сайті Укрінформу. Завдяки цій рубриці для широкої громадськості стали відкритими унікальні архівні документи з фондів центральних державних архівів України, що містять маловідому інформацію про славетні сторінки історії української державності. У рамках проекту «Влада очима історії» в Будинку Уряду експонувалися тематичні фотовиставки: «До 70-річчя переїзду столиці України з м. Харкова до м. Києва» (2004 р.), «Україна — колиска європейської демократії» (2005 р.).
У 2004 р. з метою систематизації роботи у сфері зв'язків з громадськістю та взаємодії із засобами масової інформації фахівцями підрозділу було підготовлено та направлено органам виконавчої влади для використання в роботі методичний посібник «Консультації з громадськістю. Напрями, технології, досвід».
Протягом серпня — жовтня 2004 р. на виконання Указу Президента України «Про забезпечення умов для більш широкої участі громадськості у процесі формування та реалізації державної політики» від 31.07.2004 р. № 854 працівниками управління розроблено проект постанови Уряду «Деякі питання щодо забезпечення участі громадськості у формуванні та реалізації державної політики» (15.10.2004 р. № 1378). Цей документ має важливе значення для процесу формування відкритої та прозорої урядової політики, оскільки затверджує порядок проведення консультацій з громадськістю з питань формування та реалізації державної політики, а також запроваджує новий інститут посередництва між виконавчою владою та громадянами — громадські ради. Це консультативно-дорадчі органи при центральних і місцевих органах виконавчої влади (станом на липень 2006 р. діяли вже 64 громадські ради при центральних органах виконавчої влади).
У 2004 р. також проведено дослідження роботи підрозділів органів виконавчої влади з питань взаємодії із засобами масової інформації та зв'язків з громадськістю. За його результатами підготовлено розпорядження Кабінету Міністрів України від 18.10.2004 р. № 759-р «Про роботу центральних і місцевих органів виконавчої влади щодо забезпечення відкритості у своїй діяльності, зв'язків з громадськістю та взаємодії із засобами масової інформації».
У листопаді 2004 р. наказом Міністра Кабінету Міністрів України від 15.11.2004 р. № 1237 була затверджена нова структура управління зв'язків з громадськістю. Так, до його складу увійшло 4 сектори:
- взаємодії з громадськими організаціями та політичними партіями;
- вивчення громадської думки та іміджевої політики;
- інформаційної, мовної політики та архівної справи;
- сектор методичної роботи та координації діяльності центральних і місцевих органів виконавчої влади щодо консультацій з громадськістю, а також
- секретаріат Громадської ради при Кабінеті Міністрів України.

Нова структура дозволила системно виконувати завдання щодо забезпечення реалізації прав громадян на отримання достовірної інформації про діяльність Уряду, координації та методичного забезпечення взаємодії центральних і місцевих органів виконавчої влади з громадськістю, проведення консультацій з громадськістю та врахування громадської думки при формуванні та реалізації державної політики, здійснення експертизи та аналізу стану інформаційної, мовної політики та архівної справи.
Протягом другої половини 2004 р. — початку 2005 р. управління забезпечувало організацію в Києві пісенного конкурсу «Євробачення 2005», який вперше проводився в Україні.
У березні 2005 р. управління очолив Масальський Андрій Володимирович.
10-11 березня 2005 р. за активною участю фахівців підрозділу в Києві було проведено 7-у Європейську міністерську конференцію з питань політики у сфері засобів масової інформації, учасники якої прийняли окрему резолюцію по Україні, що передбачила новий план дій щодо активізації співробітництва у галузі ЗМІ.
У 2005 р. розпочато новий проект налагодження ефективної взаємодії Уряду з такою віковою групою, як діти. Зокрема, за сприяння редакції «Робітничої газети» та асоціації керівників середніх шкіл нашої держави проведено всеукраїнський конкурс «Я люблю тебе, Україно», участь у якому взяло 10 тис. школярів. Церемонія нагородження переможців конкурсу відбувалася в Будинку Уряду за участю Віце-прем'єр-міністра України.
У цьому ж році колектив організував урядову гарячу лінію «Уряд вас слухає» в рамках програми «Контрабанда — стоп». Протягом березня — червня 2005 р. працівниками управління прийнято, опрацьовано та передано на розгляд органам виконавчої влади 1224 звернень від громадян, що стосувалися неправомірних дій працівників митних органів, удосконалення процедур митного оформлення товарів, необхідності перегляду ставок ввізного мита на товари та інших питань.

### Управління інформаційної політики та зв'язків з громадськістю (липень 2005— січень 2006)
У липні 2005 р. підрозділ отримав назву — Управління інформаційної політики та зв'язків з громадськістю. Його нова структура складалася з 4 секторів:
- взаємодії з громадськими організаціями, політичними партіями та моніторингу інформації;
- методичної роботи та координації діяльності центральних і місцевих органів виконавчої влади щодо консультацій з громадськістю;
- з питань інформаційної політики та розвитку ЗМІ;
- стратегії розвитку видавничої та архівної справи.

Виокремлення двох останніх секторів дозволило управлінню значно посилити роботу щодо формування та реалізації ефективної державної політики в інформаційній сфері.

### Департамент комунікацій влади та громадськості (січень 2006— квітень 2008)
Відповідно до постанови Кабінету Міністрів України від 18.01.2006 р. № 26 в структурі урядового апарату утворено Департамент комунікацій влади та громадськості, метою діяльності якого є розвиток суспільних комунікацій та інформаційної сфери, сприяння створенню умов для розвитку громадянського суспільства та реалізації конституційних прав громадян на участь в управлінні державними справами. Директором департаменту призначений Шеховцов Олексій Дмитрович, який до цього працював радником Прем'єр-міністра України, обирався народним депутатом України I, II, III скликань.

### Управління у зв'язках з громадськістю (квітень 2008— серпень 2016)
23 квітня 2008 р. у структурі Секретаріату Кабінету Міністрів України утворене Управління у зв'язках з громадськістю на базі Департаменту комунікацій влади та громадськості, що ліквідувався.
У 2008—2010 рр. начальником управління працювала Дніпренко Наталія Костянтинівна.

### Департамент інформації та комунікацій з громадськістю (з серпня 2016)
23 серпня 2016 у структурі Секретаріату КМУ створено Департамент інформації та комунікацій з громадськістю.